# Aegyptosaurus
Aegyptosaurus is een geslacht van plantenetende sauropode dinosauriërs behorende tot de groep van de Titanosauria dat tijdens het Vroege Krijt leefde in het gebied van het huidige Egypte. De typesoort is Aegyptosaurus baharijensis.
Aegyptosaurus werd in 1932 benoemd en beschreven door de Duitse paleontoloog Ernst Stromer op grond van materiaal dat voor de Eerste Wereldoorlog bij Gebel el Dist ontdekt was, in oktober 1911 door Richard Markgraf. De geslachtsnaam verwijst naar Egypte, de soortaanduiding naar de vindplaats bij de Bahariyaoase in de Sahara.
Het holotype, NR1912VIII61 uit een laag van de Baharîjeformatie daterend uit het Cenomanien, 95 miljoen jaar geleden, bestaat uit het gedeeltelijk skelet van één individu, met drie ruggenwervels, een stuk linkerschouderblad, een linkeropperarmbeen, beide onderarmen, een linkerdijbeen en een linkerscheenbeen. Daarnaast werden er uit de vindplaats wat staartwervels, twee achterste halswervels (specimen 1912V11167), een stuk rib en de bovenkanten van twee middenvoetsbeenderen toegewezen. Alle resten zijn op 25 april 1944 door een Brits bombardement op München verloren gegaan.
In 1960 zijn wat resten uit Niger aan Aygyptosaurus toegewezen, de juistheid waarvan tegenwoordig betwijfeld wordt. In 2001 werd uit dezelfde formatie Paralititan benoemd. Volgens de beschrijvers verschilt Aegyptosaurus daar voornamelijk van in de bouw van het opperarmbeen. Ze meenden dat het door Romer toegewezen materiaal nu incertae sedis moet gelden.
Aegyptosaurus was zo'n tien ton zwaar en had een lengte van een vijftien meter. De voorste staartwervels zijn procoel. Het schouderblad heeft een slechts zwak bol binnenvlak. Het mist een uitbreiding aan de bovenste binnenrand. Het opperarmbeen, ongeveer een meter lang, is bovenaan maar matig verbreed. De deltopectorale kam ligt relatief ver naar binnen en beslaat het bovenste derde deel van de schacht.
Aegyptosaurus behoorde vermoedelijk tot de Titanosauria, maar zijn plaatsing binnen deze groep is vrij onzeker; meestal valt hij in analyses basaal uit.